# 陰澳
陰澳位於香港新界大嶼山，大山及犁壁山之北，其西南面是小蠔，其東北面是大陰頂。
陰澳的打水灣填海區是港鐵欣澳站所在地。2005年，因應香港迪士尼樂園興建，美國和路迪士尼公司要求把站名及該填海區易名為欣澳，惟新地名不但引起爭議，亦從此被誤會整個陰澳稱為欣澳，引起嚴重混淆情況。

## 行政
雖然陰澳位處大嶼山，但處於北緯22°18'47"分界以北，因此行政劃分屬荃灣區。

## 歷史

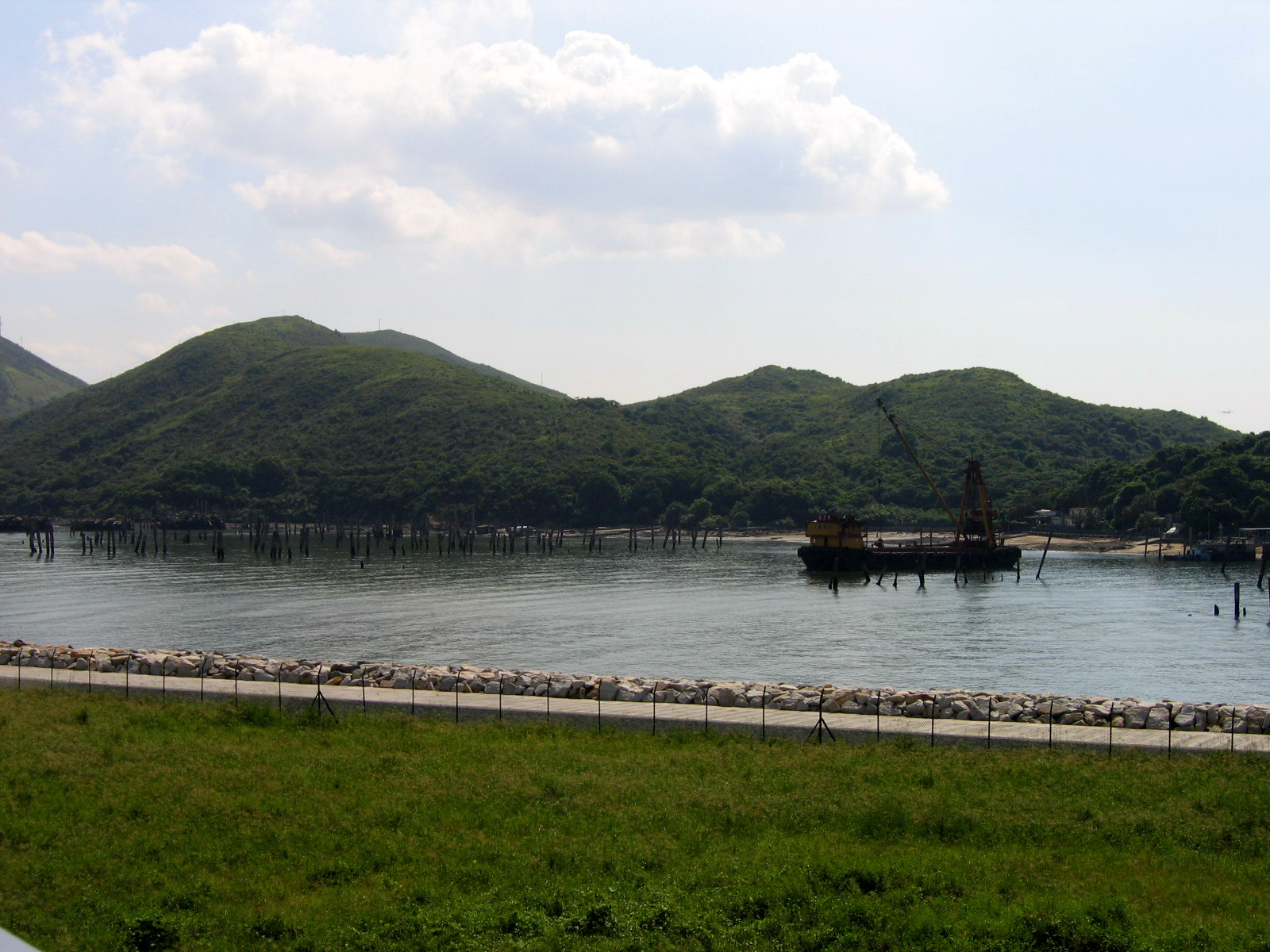
陰澳

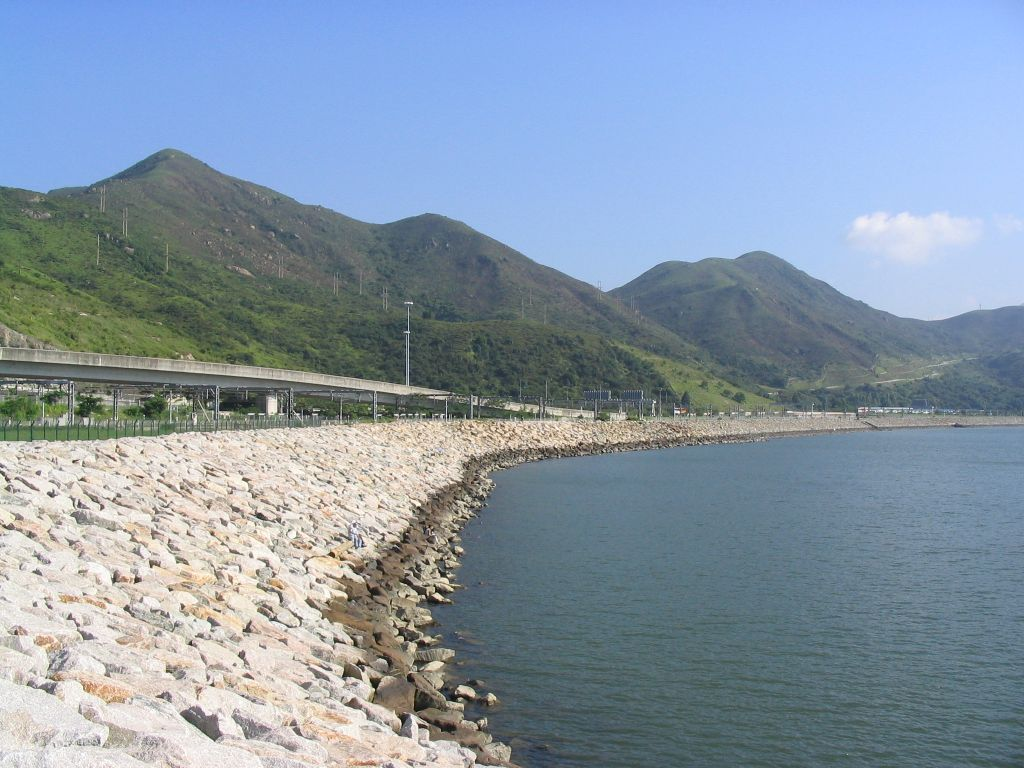
陰澳灣，右面為通往鹿頸村的陰澳灣北面半島

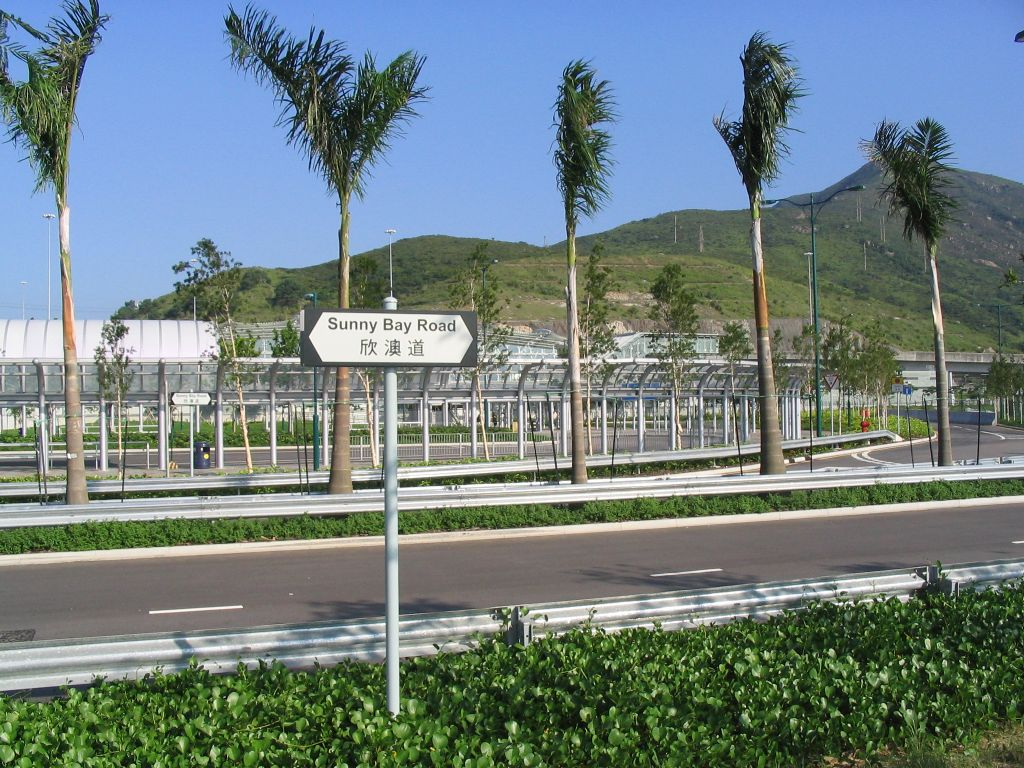
位於陰澳的欣澳道

由於陰澳灣是一個內港，因此昔日被用作儲存木材，而設立了多間木廠。陰澳木塘是儲存木材的地方，以浮著一排排的木材聞名，曾經有電影製作及音樂錄影帶製作人在此外景拍攝，亦有遊客在木材之間跳來跳去。時至1990年代，由於《香港機場核心計劃》推展，北大嶼山公路及填海工程，令陰澳原本的面貌改變了很多，木材曾經被集中搬遷至海灣一角。現在大部分浮木已經消失，只餘下岸邊的一些，以及兩個浮木碼頭。然而陰澳的鹿頸村仍然保持鄉村風貌。
2000年由於興建香港迪士尼樂園度假區，此處再次面對轉變，在陰澳打水灣的填海土地上興建港鐵欣澳站。隨即欣澳站落成，陰澳成為了遊人前往香港迪士尼樂園度假區之必經之地，城市規劃委員會於2005年11月18日公佈的《大嶼山東北部分區計劃大綱》草圖中，顯示香港政府有意將毗鄰欣澳站未有決定用途的土地發展為旅遊區域門廊，興建互相協調的旅遊和康樂設施，配合香港迪士尼樂園度假區的發展。當落實在欣澳站以北填海後，旅遊區域門廊的選址面積達20公頃；有關部門除了考慮發展交通交匯處和泊車設施，亦研究在該處發展零售、娛樂及酒店的旅遊設施，或者作為休憩用地。至於沿著東岸闢拓的填海區域，有關部門則屬意與香港迪士尼樂園度假區配合，發展低密度及低層建築為主的旅遊及康樂設施。 
2014年4月30日土木工程拓展署就陰澳的發展計劃提交工程項目的環境評估簡介，透露暫訂陰澳的填海範圍約80公頃（比較該署過去公布的填海規模上限100公頃減少約20%），預計用作旅遊、娛樂及消閒用途，亦研究將政府飛行服務隊位於香港國際機場的直升機基地遷往此處，從而縮減大嶼山北岸因為直升機需要航行而帶來之發展限制，釋放北大嶼山新市鎮及大嶼山北部沿海的發展潛力。其後政府向立法會申請就欣澳填海計畫展開為期兩年涉及9,600萬港元的研究及相關的工地勘測工程，以評估工程對鄰近地區的影響，研究範圍遠至對岸的大欖郊野公園對出的一帶水域；於2015年1月9日被立法會工務小組委員會以16票支持、19票反對否決。
2017年3月28日政府計劃申請近千萬港元作欣澳填海的規劃及工程研究，以及相關工地勘測工程，研究為期兩年，日後將以康樂優閒作主題。立法會發展事務委員會討論有關事宜，有議員不滿政府提出的研究已預設一定會填海，而且未有初步規劃用途，擔心只是「填咗先算」。新民黨田北辰提出無約束力動議，在填海位置興建多用途道路使用場地，如賽車場或馬拉松場地，認為日後舉辦馬拉松可避免封路，動議最終獲通過。

## 地名

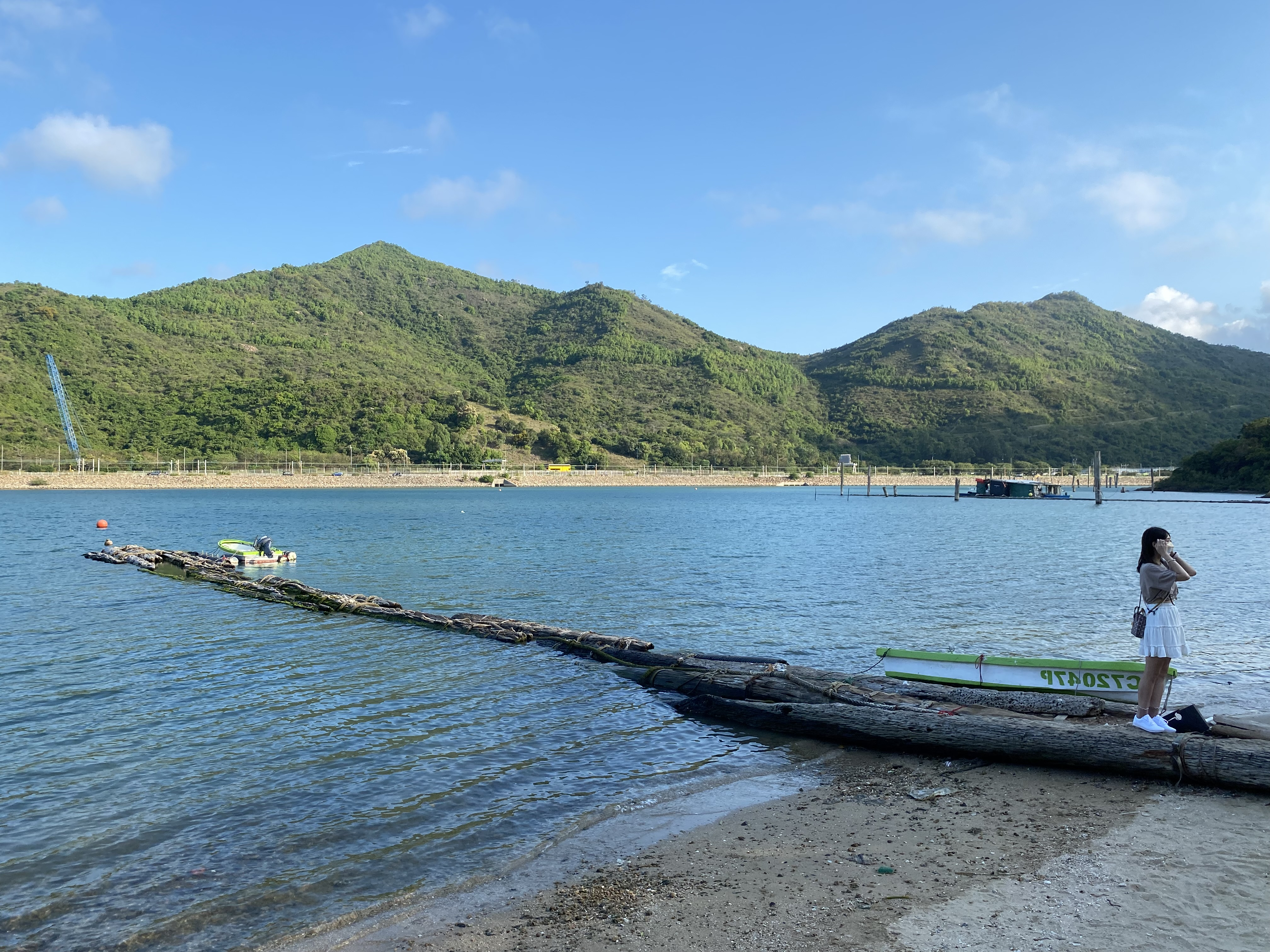
陰澳現在大部分浮木已經消失，只餘下岸邊的浮木碼頭

陰澳之「陰」字乃指該地方位處於山之北面及水之南面。山的南面是向陽坡，北面是背陽坡。北面的日照比南面少，所以分為陰陽。而「澳」則是指深入的海灣。陰澳的地名正是充份反映其地理特色。
2005年由於華特迪士尼公司認為陰澳之「陰」字不配合香港迪士尼樂園度假區之歡樂形象，因而要求香港政府將陰澳易名為欣澳，英文則由陰澳音譯 Yam O 更改為 Sunny Bay（意思為「晴灣」）。因此原稱陰澳站之鐵路站最後命名為欣澳站，原有的緊急月台亦易名為欣澳緊急月台。地鐵公司車站地圖上，旁邊的「陰澳灣」仍然為地名，而欣澳則標示在欣澳站附近，區內的路牌則以欣澳作為目的地標示。在地政總署的地圖中，有「陰澳」兩字的地名已經易名為欣澳，即陰澳灣變成欣澳灣、陰澳篤變成欣澳篤。區內其他含有「陰」字的地名則依然未變，即陰仔灣、大陰和大陰頂（包括迪士尼綫的大陰頂隧道）。

## 昂船坳

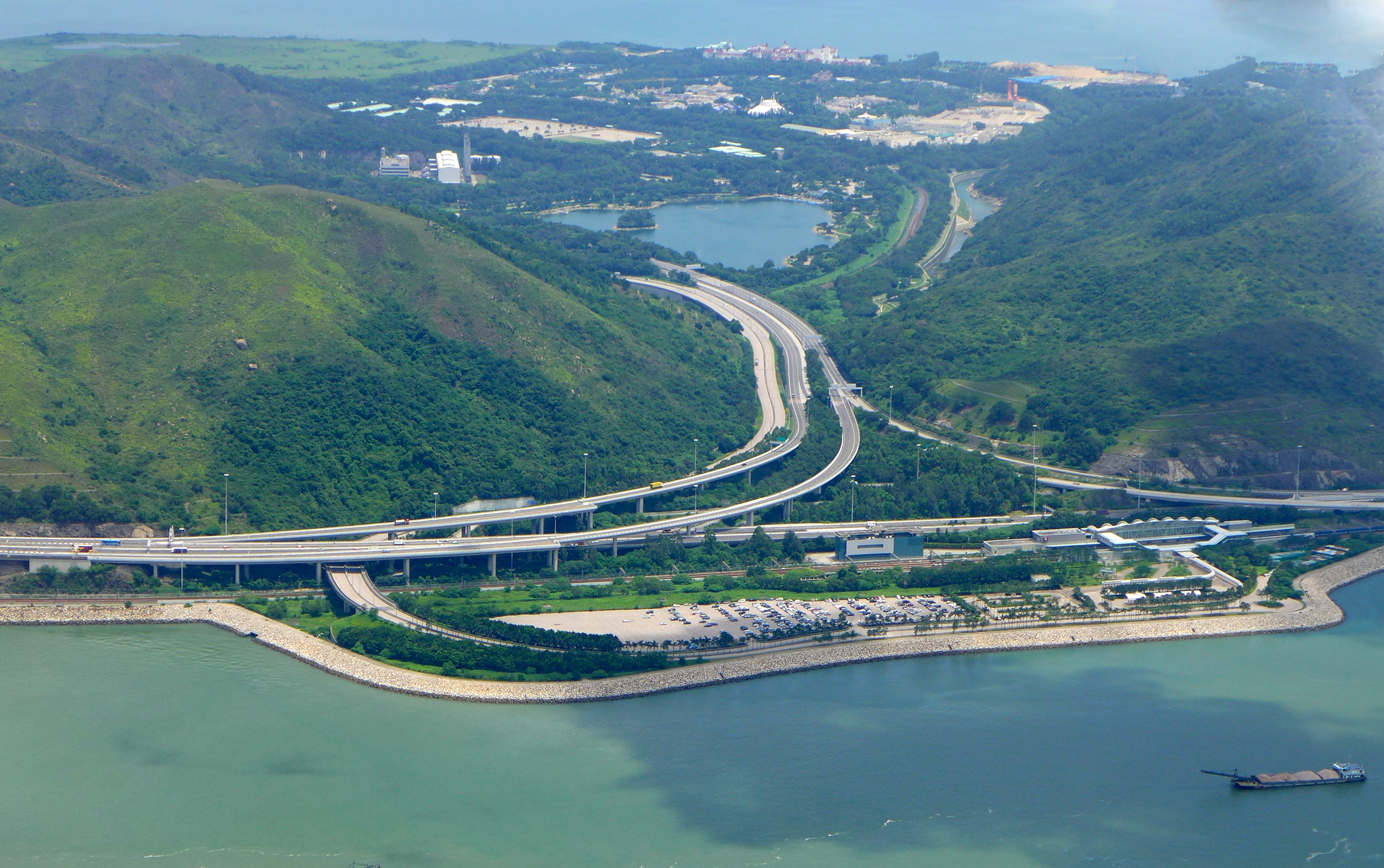
昂船坳是位於竹篙灣附近兩座山峰之間的谷地，現在竹篙灣公路底下（圖前方是欣澳站，後方是香港迪士尼樂園）

昂船坳（又稱昂船凹），是香港大嶼山的一個山坳，位於打水灣（填海後欣澳站現址）之南面。香港迪士尼樂園於2005年建成後，昂船坳位置興建了竹篙灣公路連接欣澳、北大嶼山公路及迪士尼樂園。
此地形是一個小山坳，東北面是大陰頂，西南面是大山，東南面是望東坑，並分隔南面的竹篙灣及北面的陰澳。在竹篙灣填海工程前，此處曾經是竹篙灣灣岸的開口處，曾經是有人居住的鄉村。

## 公共交通
| 交通路線列表 |
| --- |
| 港鐵 - █ 東涌綫、 █ 迪士尼綫：欣澳站 巴士 - 城巴/龍運：(途經青嶼幹線的路線) - DB03R：欣澳站-愉景灣(愉景廣場) - 城巴B5線 渡輪 - 安記街渡：鹿頸-青龍頭（於2009年7月13日起停辦） |

## 區議會議席分佈
為方便比較，以下列表以陰澳為範圍。
| 年度/範圍 | 2000-2003                | 2004-2007                | 2008-2011                | 2012-2015                | 2016-2019          |                    |
| --------- | ------------------------ | ------------------------ | ------------------------ | ------------------------ | ------------------ | ------------------ |
| 陰澳      | K13 荃灣郊區西選區一部分 | K13 荃灣郊區西選區一部分 | K13 荃灣郊區西選區一部分 | K13 荃灣郊區西選區一部分 | K13 馬灣選區一部分 | K13 馬灣選區一部分 |

註：以上主要範圍尚有其他細微調整，請參閱有關區議會選舉選區分界地圖。

## 參看
- 荃灣區
- 大嶼山
- 竹篙灣
- 香港迪士尼樂園
- 香港迪士尼樂園度假區

## 外部連結
- 欣澳站及迪士尼站周邊地圖 （页面存档备份，存于）